# Ogólnopolski Związek Zawodowy Lekarzy
Ogólnopolski Związek Zawodowy Lekarzy (OZZL) – polska, ogólnokrajowa organizacja związkowa reprezentująca interesy środowiska lekarskiego, zrzeszająca lekarzy wszystkich specjalności oraz lekarzy stażystów i rezydentów, legitymująca się sądowym potwierdzeniem reprezentatywności dla zawodu lekarza. Wywodzi się z tradycji powołanego w 1919 Związku Lekarzy Państwa Polskiego.

## Chronologia
- 31 stycznia 1991: do rejestru związków zawodowych wpisany został działający lokalnie na terenie województwa bydgoskiego Związek Zawodowy Lekarzy Medycyny (ZZLM)[3]
- 1 czerwca 1991: w Stargardzie Szczecińskim, z inicjatywy Krzysztofa Bukiela uformował się komitet założycielski Ogólnopolskiego Związku Zawodowego Lekarzy[4]
- 18 października 1991: Sąd Wojewódzki w Warszawie zarejestrował Ogólnopolski Związek Zawodowy Lekarzy. Bezpośrednio po rejestracji, nastąpiła integracja OZZL z ZZLM[4].
- 13 czerwca 1992: I Krajowy Zjazd Delegatów OZZL.
- 26 maja 1995: OZZL uzyskał sądowe potwierdzenie reprezentatywności dla zawodu lekarza[1][2]. OZZL jest uznany jako jedyny lekarski związek zawodowy posiadający potwierdzoną sądownie reprezentatywność dla zawodu lekarza[5][6][7][8].
- 28 maja 2005: OZZL został członkiem Europejskiej Federacji Związków Zawodowych Lekarzy Etatowych (European Federation of Salaried Doctors: FEMS)[9]
- 24 czerwca 2021: przyjęto OZZL w poczet organizacji członkowskich Forum Związków Zawodowych[10].
- 14 października 2022: Podczas XVI Krajowego Sprawozdawczo-Wyborczego Zjazdu Delegatów OZZL Krzysztof Bukiel zrezygnował z kandydowania na kolejną kadencję i przestał pełnić funkcję przewodniczącego OZZL. Przewodniczącą została Grażyna Cebula-Kubat[11][12].

## Przewodniczący
- Krzysztof Bukiel[13][14] 1991–2022[11][15]
- Grażyna Cebula-Kubat 2022[11] – nadal

## Członkostwo
Ogólnopolski Związek Zawodowy Lekarzy zrzesza lekarzy i lekarzy dentystów zatrudnionych na podstawie umowy o pracę (także spółdzielczej umowy o pracę), jak również lekarzy i lekarzy dentystów wykonujących pracę zarobkową za wynagrodzeniem na innej podstawie niż stosunek pracy, jeżeli nie zatrudniają do tego rodzaju pracy innych osób, niezależnie od podstawy zatrudnienia, oraz mają takie prawa i interesy związane z wykonywaniem pracy, które mogą być reprezentowane i bronione przez związek zawodowy. Członkami Związku mogą być także lekarze i lekarze dentyści: bezrobotni, emeryci i renciści. Utrata zatrudnienia nie oznacza utraty członkostwa.

## Cele i ich realizacja
Celem Związku jest obrona praw, godności i interesów lekarzy oraz przywrócenia zawodowi lekarza statusu zawodu wolnego, jak również formułowanie i prezentacja stanowisk w sprawach dotyczących systemu opieki zdrowotnej w Polsce, wykonywania zawodu lekarza, praw pacjentów i praw pracowniczych. Związek realizuje swoje cele przez:
- reprezentowanie swoich członków wobec władz, organów administracji państwowej oraz wobec pracodawcy – w wypadku lekarzy zatrudnionych na podstawie umowy o pracę,
- udzielanie pomocy prawnej i podejmowanie interwencji w przypadku konfliktu między członkiem Związku a władzami, organem administracji państwowej lub pracodawcą lekarza – jeśli konflikt dotyczy prowadzonej przez lekarza praktyki zawodowej,
- współpracę z samorządem lekarskim,
- występowanie do Trybunału Konstytucyjnego z wnioskami o zbadanie zgodności ustaw z Konstytucją RP i ratyfikowanymi umowami międzynarodowymi, których ratyfikacja wymagała uprzedniej zgody wyrażonej w ustawie oraz zgodności przepisów prawa, wydawanych przez centralne organy państwowe, z Konstytucją RP, ratyfikowanymi umowami międzynarodowymi i ustawami, jeżeli akt normatywny dotyczy spraw objętych zakresem działania OZZL,
- korzystanie z innych uprawnień przysługujących związkom zawodowym, wynikających z Konstytucji RP i przepisów prawa[19][20].

OZZL pełnił rolę opiniotwórczą, uświadamiając lekarzom ich prawa i szczególną pozycję w systemie opieki zdrowotnej. Dzięki Związkowi lekarze w Polsce odzyskali swoją godność i bardziej adekwatne wynagrodzenie, po trwającym w czasach PRL wyzysku i deprecjonowania ich roli jako kluczowego elementu systemu "służby zdrowia".

## Struktury pionowe i poziome
Centralę związku stanowi Zarząd Krajowy OZZL z siedzibą w Bydgoszczy. Struktury pionowe tworzą zarządy regionów OZZL
(pokrywające się terytorialne z granicami województw). Podstawowymi jednostkami organizacyjnymi są oddziały terenowe – zakładowe i międzyzakładowe. Przewodniczącym komitetu założycielskiego był Krzysztof Bukiel, który następnie na pierwszym Krajowym Zjeździe Delegatów w czerwcu 1992 został wybrany na funkcję przewodniczącego Zarządu Krajowego i pełnił tę funkcję nieprzerwanie do października 2022.
W ramach struktur poziomych OZZL, funkcjonowały: Porozumienie Lekarzy Kolejowej Służby Zdrowia OZZL, Porozumienie Lekarzy MSW OZZL, Porozumienie Lekarzy Uzdrowiskowych OZZL, Porozumienie Lekarzy Klinicznych OZZL, Porozumienie Rezydentów OZZL (reaktywowane w roku 2015).
Związek wydawał w latach 1995–2003 miesięcznik o zasięgu krajowym „Lekarz Polski”, w nakładzie do 50 tys. egzemplarzy. Najaktywniejsi publicyści związku: Włodzimierz Grądzki (redaktor naczelny), Krzysztof Bukiel, Ryszard Kijak, Mirosław Stelągowski, Zdzisław Szramik, którzy pisali artykuły na temat sytuacji lekarzy i konieczności reformy systemu opieki zdrowia do wielu mediów o zasięgu ogólnopolskim.

## Projekt Racjonalnego Systemu Opieki ZdrowotnejRp.
Nowatorski, szczegółowy projekt Racjonalnego Systemu Opieki ZdrowotnejRp. w Polsce (RSOZ) powstawał w latach 2003-2007. Stworzyła go ekspercka grupa Porozumienia Środowisk Medycznych (PŚM), powołanego przez OZZL z inicjatywy jego przewodniczącego Krzysztofa Bukiela, koordynatora prac i współautora opracowania. Projekt poparło kilkadziesiąt organizacji działających w służbie zdrowia. Poza nimi, projekt znalazł uznanie Krajowej Izby Gospodarczej, Transparency International Polska, Centrum im. Adama Smitha. Był prezentowany na konferencjach w Krajowej Izbie Gospodarczej i na posiedzeniu sejmowej Komisji Zdrowia.

## Współpraca z organizacjami
- Naczelna Izba Lekarska (NIL). Samorząd lekarski jest naturalnym partnerem lekarskiego związku zawodowego, funkcjonując w tym samym środowisku, i mając wspólne cele. Współpraca pomiędzy Naczelną Radą Lekarską a Zarządem Krajowym OZZL, oraz pomiędzy poszczególnymi Okręgowymi Radami Lekarskimi a Zarządami Regionów OZZL polega na uzgadnianiu stanowisk w sprawie określonych problemów, udziale we wspólnych organizacjach i doraźnych akcjach[31].
- Ruch Obywatelski na rzecz Jednomandatowych Okręgów Wyborczych (JOW)[32][33][34]. OZZL ściśle współpracował z prekursorem i liderem JOW profesorem Jerzym Przystawą[35] i z Januszem Sanockim[36]. Związek w 2001 przy współpracy z Ruchem JOW zorganizował w Białymstoku w Pałacu Branickich Ogólnopolską Konferencję JOW Poseł z każdego powiatu. Członkowie OZZL brali udział w akcjach informacyjnych i manifestacjach Ruchu pod nazwą Marsz na Warszawę.
- Centrum im. Adama Smitha (CAS)[37] pierwszy niezależny instytut typu „think tank” w Polsce, promujący idee wolnego rynku. Idee te również promował związek. Owocna okazała się współpraca z ekspertami CAS Krzysztofem Dzierżawskim[38] i Wojciechem Misińskim[39][40], zwłaszcza w tworzeniu projektu Racjonalnego systemu opieki zdrowotnej.
- Europejska Federacja Lekarzy Etatowych (FEMS - European Federation of Salaried Doctors)[41][42] z biurem w Brukseli. OZZL jest członkiem tej organizacji od 2005. Dwukrotnie organizował posiedzenia plenarne FEMS w Polsce – w Warszawie w 2008 i w Krakowie w 2015. Stałym przedstawicielem OZZL w FEMS od 2005 jest Ryszard Kijak, sekretarz Zarządu Krajowego OZZL[26]. W latach 2009–2012 był członkiem ścisłego kierownictwa FEMS – zastępcą sekretarza generalnego Deputy Secretary General w pięcioosobowym prezydium. W następnej kadencji pełnił tę funkcję Stanisław Urban, członek ZK OZZL. W 2008 gościem X Krajowego Zjazdu Delegatów był przewodniczący FEMS Claude Wetzel. W 2022 przedstawicielami OZZL w FEMS są R. Kijak i Natalia Sot-Muszyńska.
- Komitet Obrony Reformy Ochrony Zdrowia (KOROZ)[43][44]. Utworzony 7 kwietnia 1998 z inicjatywy OZZL. W jego skład weszły następujące organizacje: OZZL, Naczelna Izba Lekarska, Naczelna Izba Pielęgniarek i Położnych, NSZZ „Solidarność”, Ogólnopolski Związek Zawodowy Pielęgniarek i Położnych, Związek Zawodowy Anestezjologów. Celem Komitetu był protest przeciwko próbom storpedowania wprowadzenia kas chorych przez ówczesnego ministra finansów i wicepremiera Leszka Balcerowicza[3].
- Porozumienie Zawodów Medycznych (PZM)[45][46]. Z inicjatywy OZZL powołana 5 lutego 2016, nieformalna grupa związków zawodowych funkcjonujących w służbie zdrowia, będąca forum wymiany i uzgadniania poglądów w zakresie funkcjonowania systemu opieki zdrowotnej, z głównym celem opracowania wspólnych postulatów płacowych dla wszystkich zawodów medycznych i podjęcie działań na rzecz ich realizacji. W mediach i wobec strony rządowej prezentowała wspólnie uzgodnione opinie i stanowiska na temat systemu opieki zdrowotnej[47]. Na spotkaniu 4 września 2020 w Warszawie przedstawiciele organizacji członkowskich postanowili o zmianie dotychczasowej formuły współpracy, co oznaczało rozwiązanie PZM.
- Porozumienie Organizacji Lekarskich (POL)[48][49] zostało powołane w miejsce Porozumienia Zawodów Medycznych lecz w innej formule i w składzie zawężonym do struktur stricte lekarskich. Uczestnicy: Naczelna Izba Lekarska (NIL), Ogólnopolski Związek Zawodowy Lekarzy (OZZL), Federacja Związków Pracodawców Ochrony Zdrowia Porozumienie Zielonogórskie (PZ) oraz Porozumienie Rezydentów OZZL (PR OZZL)[50][51].
- Forum Związków Zawodowych (FZZ)[52]. Wstąpienie do FZZ, jednej z trzech największych w Polsce central związkowych, organizacji reprezentatywnej w rozumieniu zapisów ustawy o Radzie Dialogu Społecznego i innych instytucjach dialogu społecznego, spowodowało iż z mocy prawa OZZL stał się reprezentatywny w świetle tej ustawy, a tym samym korzysta z uprawnień zakładowych i ponadzakładowych przysługujących organizacji reprezentatywnej. Przedstawicielami OZZL w FZZ są Grażyna Cebula-Kubat i Małgorzata Zatke-Witkowska.

## Najważniejsze akcje, protesty, strajki
OZZL był organizatorem licznych ogólnopolskich akcji protestacyjnych, strajkowych, manifestacji i happeningów.
Pierwsza ogólnopolska akcja protestacyjna lekarzy, zorganizowana przez OZZL, rozpoczęła się 6 stycznia 1993. Lekarze zaprzestali wydawania druków zwolnień lekarskich (L4) i zaświadczeń. Na przełomie grudnia 2011 i stycznia 2012 odbył się tzw. „protest pieczątkowy”. Lekarze oznaczali recepty stemplem o treści: Refundacja leku do decyzji NFZ. Protest był skierowany przeciwko przepisom, które nakładały na lekarza obowiązek oznaczania na recepcie stopnia odpłatności za lek refundowany i przewidywały kary dla lekarzy, którzy popełnią w tym zakresie błąd. Jedną z ostatnich akcji protestacyjnych rozpoczęto w październiku 2017, gdy Porozumienie Rezydentów OZZL zorganizowało głośny protest głodowy, w którym wzięli udział również przedstawiciele niektórych innych zawodów. Protest doprowadził do podpisania z Ministerstwem Zdrowia w lutym 2018 wspólnego dokumentu zawierającego uzgodnienia w zakresie wynagrodzeń i kilku innych istotnych problemów dotyczących środowiska lekarskiego.
Największe akcje strajkowe lekarzy miały miejsce w latach 1997, 2006, 2007. Polegały one przede wszystkim na ograniczeniu pracy szpitali do tzw. „trybu ostrodyżurowego”, prowadzone były też niekiedy też w formie strajku orzeczniczego, czyli niewydawania niektórych zaświadczeń, zwolnień lekarskich, sprawozdań statystycznych. Strajk lekarzy w roku 2006 objął ponad 250 szpitali, a w roku 2007 (na ogólną liczbę 750 szpitali w kraju) 450, spośród których w ponad 90 lekarze gremialnie zwolnili się z pracy, po czym powtórnie zatrudnili się na nowych, lepszych warunkach.
Największe manifestacje lekarzy, organizowane przez OZZL głównie w Warszawie, odbyły się w latach 1996, 1997, 2006 i 2016. Ta z 24 maja 1996 jest uważaną za pierwszą w historii Polski, a z całą pewnością po 1945, ogólnopolską manifestację lekarzy. Oprócz postulatów płacowych, lekarze domagali się wprowadzenia ubezpieczeń zdrowotnych i mechanizmów rynkowych w ochronie zdrowia.
Poza Polską, 15 grudnia 2008 ponad stuosobowa delegacja OZZL wzięła udział w demonstracji przedstawicieli lekarzy ze wszystkich krajów Unii Europejskiej przed gmachem Parlamentu Europejskiego w Strasburgu. Akcja była zorganizowana przez FEMS, do której należy OZZL. Celem demonstracji był sprzeciw wobec niektórych planowanych zmian w treści dyrektywy UE o czasie pracy. Protest zakończył się sukcesem: Parlament Europejski przyjął rozwiązania, o które upominali się lekarze, tym samym zajął przeciwne stanowisko niż rządy państw, czyli Rada Europy.
11 września 2021 OZZL uczestniczył w Wielkim Proteście Medyków w Warszawie z udziałem 30 tysięcy pracowników, a po zakończeniu manifestacji, przystąpił do współorganizacji tzw. „Białego miasteczka 2.0".
30 września 2023 pod siedzibą Ministerstwa Zdrowia, OZZL wraz z Porozumieniem Rezydentów OZZL zorganizował "Protest lekarzy – w ochronie zdrowia pacjentów". Protestowano przeciwko degradacji jakości kształcenia lekarzy, nadmiernym wymogom biurokratycznym, przeciążeniu pracą, niedofinansowaniu systemu znacznie odbiegającym od standardów europejskich.
W roku 2020 Zarząd Krajowy powołał Zespół Kryzysowy do udzielania pomocy prawnej lekarzom w konfliktach z pracodawcą, powstałych na tle zmiany trybu udzielania świadczeń z powodu pandemii COVID-19. W 2022 został on przekształcony w Zespół Interwencyjny. Do jego zadań należy bieżące wspieranie działalności i inicjatyw ZK OZZL oraz lekarzy-członków OZZL w sytuacjach wymagających interwencji związku zawodowego. 